# Làtrids

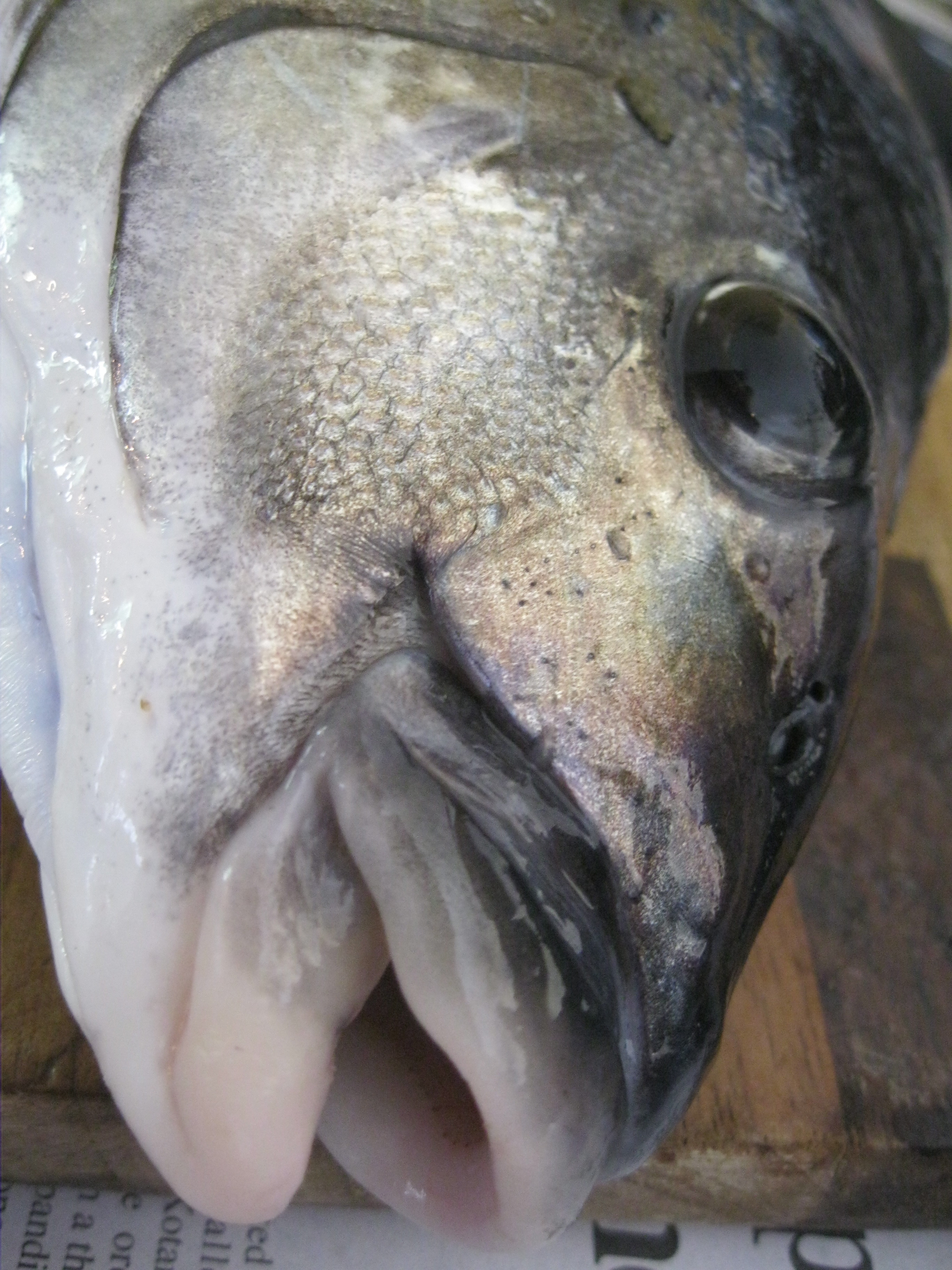
Cap de Latridopsis ciliaris

Els làtrids (Latridae) constitueixen una família de peixos marins pertanyent a l'ordre dels perciformes.

## Etimologia
Del grec latris,-ios (esclau, servent).

## Descripció
- Aleta dorsal amb 14-24 espines i 23-40 radis tous.
- Aleta anal amb 18-35 radis tous.[3]

## Hàbitat i distribució geogràfica
Són peixos costaners del sud d'Austràlia, Nova Zelanda, Xile i l'Atlàntic sud.

## Gèneres i espècies
- Latridopsis (Gill, 1862)[4]
  - Latridopsis ciliaris (Forster, 1801)[5][6]
  - Latridopsis forsteri (Castelnau, 1872)[7]
- Latris (Richardson, 1839)[8]
  - Latris hecateia (Richardson, 1839)
  - Latris lineata (Forster, 1801)[5]
  - Latris pacifica (Roberts, 2003)[9]
- Mendosoma (Guichenot, 1848)[10]
  - Mendosoma lineatum (Guichenot, 1848)[11][12][13][14][15][16][17]

## Observacions
Són peixos apreciats entre els afeccionats a la pesca esportiva i pel bon sabor de la de la seua carn.